# Meridià 17 a l'est
El meridià 17 a l'est de Greenwich és una línia de longitud que s'estén des del pol Nord a través de l'oceà Àrtic, Europa, l'Àfrica, l'oceà Atlàntic, l'oceà Antàrtic i Antàrtida al pol Sud.
El meridià 17 a l'est forma un cercle màxim amb el meridià 163 a l'oest.
Com tot els altres meridians, la seva longitud correspon a una semicircumferència terrestre, són 20.003,932 km. Al nivell de l'equador, la seva distància del meridià de Greenwich és de 1.892 km.

## De Pol a Pol
Des del pol Nord i dirigint-se cap al sud fins al pol Sud, el meridià 17 a l'est passa per:
| Coordenades                             | País, territori o mar    | Notes                                                           |
| --------------------------------------- | ------------------------ | --------------------------------------------------------------- |
| 90° 0′ N, 17° 0′ E / 90.000°N,17.000°E  | Oceà Àrtic               |                                                                 |
| 79° 57′ N, 17° 0′ E / 79.950°N,17.000°E | Noruega                  | Illa de Spitsbergen, Svalbard                                   |
| 76° 36′ N, 17° 0′ E / 76.600°N,17.000°E | Oceà Atlàntic            | Mar de Noruega                                                  |
| 69° 24′ N, 17° 0′ E / 69.400°N,17.000°E | Noruega                  | Illes de Senja i Rolla, i terra ferma                           |
| 67° 59′ N, 17° 0′ E / 67.983°N,17.000°E | Suècia                   |                                                                 |
| 58° 37′ N, 17° 0′ E / 58.617°N,17.000°E | Mar Bàltic               |                                                                 |
| 57° 19′ N, 17° 0′ E / 57.317°N,17.000°E | Suècia                   | Illa d'Öland                                                    |
| 57° 6′ N, 17° 0′ E / 57.100°N,17.000°E  | Mar Bàltic               |                                                                 |
| 54° 38′ N, 17° 0′ E / 54.633°N,17.000°E | Polònia                  | Passa a través de Wrocław                                       |
| 50° 25′ N, 17° 0′ E / 50.417°N,17.000°E | Txèquia                  | per uns 14km                                                    |
| 50° 18′ N, 17° 0′ E / 50.300°N,17.000°E | Polònia                  | per uns 9km                                                     |
| 50° 13′ N, 17° 0′ E / 50.217°N,17.000°E | Txèquia                  |                                                                 |
| 48° 39′ N, 17° 0′ E / 48.650°N,17.000°E | Eslovàquia               | Passa a l'oest de Bratislava                                    |
| 48° 10′ N, 17° 0′ E / 48.167°N,17.000°E | Àustria                  |                                                                 |
| 47° 42′ N, 17° 0′ E / 47.700°N,17.000°E | Hongria                  | Passa a través del centre de Nagykanizsa.                       |
| 46° 13′ N, 17° 0′ E / 46.217°N,17.000°E | Croàcia                  |                                                                 |
| 45° 13′ N, 17° 0′ E / 45.217°N,17.000°E | Bòsnia i Hercegovina     |                                                                 |
| 43° 35′ N, 17° 0′ E / 43.583°N,17.000°E | Croàcia                  | Dalmàcia, i les illes de Hvar i Korčula                         |
| 42° 55′ N, 17° 0′ E / 42.917°N,17.000°E | Mar Mediterrània         | Mar Adriàtic - passa just a l'est de l'illa de Lastovo, Croàcia |
| 41° 5′ N, 17° 0′ E / 41.083°N,17.000°E  | Itàlia                   |                                                                 |
| 40° 30′ N, 17° 0′ E / 40.500°N,17.000°E | Mar Mediterrània         | Golf de Tàrent                                                  |
| 39° 29′ N, 17° 0′ E / 39.483°N,17.000°E | Itàlia                   |                                                                 |
| 38° 56′ N, 17° 0′ E / 38.933°N,17.000°E | Mar Mediterrània         |                                                                 |
| 31° 10′ N, 17° 0′ E / 31.167°N,17.000°E | Líbia                    |                                                                 |
| 22° 59′ N, 17° 0′ E / 22.983°N,17.000°E | Txad                     |                                                                 |
| 7° 38′ N, 17° 0′ E / 7.633°N,17.000°E   | República Centreafricana |                                                                 |
| 3° 33′ N, 17° 0′ E / 3.550°N,17.000°E   | Rep. del Congo           |                                                                 |
| 1° 8′ S, 17° 0′ E / 1.133°S,17.000°E    | R.D. del Congo           |                                                                 |
| 7° 15′ S, 17° 0′ E / 7.250°S,17.000°E   | Angola                   |                                                                 |
| 17° 23′ S, 17° 0′ E / 17.383°S,17.000°E | Namíbia                  | Passa a l'oest de Windhoek                                      |
| 28° 4′ S, 17° 0′ E / 28.067°S,17.000°E  | Sud-àfrica               | Cap Septentrional                                               |
| 29° 34′ S, 17° 0′ E / 29.567°S,17.000°E | Oceà Atlàntic            |                                                                 |
| 60° 0′ S, 17° 0′ E / 60.000°S,17.000°E  | Oceà Antàrtic            |                                                                 |
| 69° 40′ S, 17° 0′ E / 69.667°S,17.000°E | Antàrtida                | Terra de la Reina Maud, reclamada Noruega                       |